# Anna Karnaukh
Anna Olegovna Karnaukh (em russo:  Анна Олеговна Карнаух; Kirishi, 31 de agosto de 1993) é uma jogadora de polo aquático russa, medalhista olímpica.

## Carreira
Karnaukh disputou duas edições de Jogos Olímpicos pela Rússia: 2012 e 2016. Seu melhor resultado foi a medalha de bronze nos Jogos do Rio de Janeiro.